# Kościół Matki Boskiej Bolesnej w Tułach
Kościół Matki Boskiej Bolesnej – rzymskokatolicki kościół parafialny należący do parafii Matki Boskiej Bolesnej w Tułach w dekanacie Zagwiździe, diecezji opolskiej. Dnia 9 maja 1964 roku, pod numerem 862/64, kościół został wpisany do rejestru zabytków Narodowego Instytutu Dziedzictwa.

## Historia kościoła

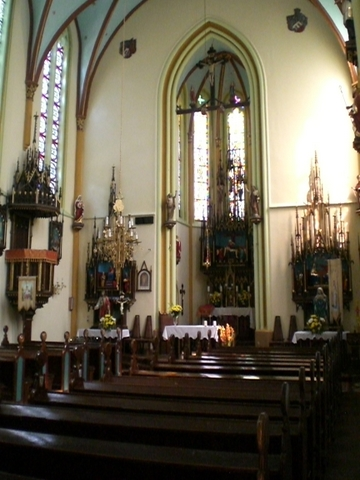
Wnętrze świątyni

Po śmierci dwóch jedynych synów i narodzinach trzech córek, małżeństwo z rodu szlacheckiego von Blacha udało się na pielgrzymkę do Rzymu, gdzie przed nowo wybranym papieżem Piusem IX prosili Pana Boga o łaskę narodzin kolejnego syna. W zamian Eduard von Blacha złożył ślubowanie wybudowania w rodzinnej miejscowości świątyni na wzór Katedry w Kolonii. Prośba została wysłuchana i 2 marca 1847 urodził się syn, któremu na chrzcie nadano imię Emanuel.
Plany wybudowania świątyni pojawiły się już w roku urodzenia syna, lecz z powodu Wiosny Ludów i zamieszek w państwie musiały poczekać do 1853 roku, kiedy to głową biskupstwa wrocławskiego został Heinrich Förster. W tym samym roku został zatwierdzony przez biskupa projekt nowego kościoła, stworzony przez urodzonego w Oławie Alexisa Langera.
Kamień węgielny pod budowę został położony 16 maja 1854 roku, a prace budowlane zostały zakończone 3 lata później. Uroczysta konsekracja odbyła się 8 lipca 1856 roku i została poprowadzona przez biskupa Heinricha Förstera.

## Organy
Organy zostały wybudowane w połowie XIX wieku prawdopodobnie przez Carla Volkmanna. Prospekt neogotycki, jednosekcyjny, a wiatrownice klapowo-zasuwowe. We wrześniu 2020 r. przeprowadzono prace konserwacyjne, polegające na czyszczeniu oraz strojeniu i intonacji organów. 
Dyspozycja instrumentu:
| Manuał I                  | Manuał II         | Pedał              |
| ------------------------- | ----------------- | ------------------ |
| 1. Burdun 16'             | 1. Portunal 8'    | 1. Violon 16' **   |
| 2. Principal 8'           | 2. Salicet 8'     | 2. Principalbaß 8' |
| 3. Doppelflöte 8' *       | 3. Flaut trav. 4' |                    |
| 4. Octave 4'              |                   |                    |
| 5. Gemshorn 4'            |                   |                    |
| 6. Spitzflautquint 2 2/3' |                   |                    |
| 7. Superoctave 2'         |                   |                    |
| 8. Mixtur 3 fach          |                   |                    |